# Schloss Witzmannsberg

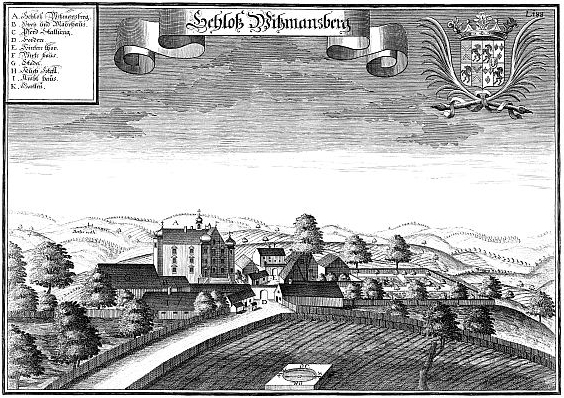
Schloss Witzmannsberg nach einem Stich von Michael Wening (1726)

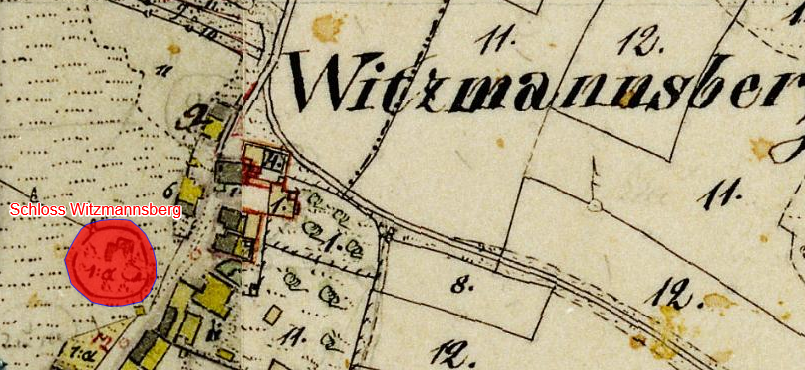
Lageplan von Schloss Witzmannsberg auf dem Urkataster von Bayern (ca. 1830)

Das Schloss Witzmannsberg ist ein abgegangenes Schloss in der niederbayerischen Gemeinde Witzmannsberg im Landkreis Passau. Die Anlage wird als Bodendenkmal unter der Aktennummer D-2-7246-0051 mit der Beschreibung „untertägige spätmittelalterliche und frühneuzeitliche Befunde im Bereich des abgegangenen Hofmarksschlosses von Witzmannsberg, darunter die Spuren von älteren Bauphasen“ geführt.

## Beschreibung
Nach dem Stich von Michael Wening war das im 17. Jahrhundert errichtete Schloss ein stattlicher dreistöckiger Bau mit einem Satteldach und vier Ecktürmchen, die mit barocken Hauben gedeckt waren. Zu dem Schloss gehörten mehrere Wirtschaftsgebäude. 1848 wurde das 1742 zerstörte Schlösschen abgebrochen.

## Geschichte
Die Gegend war zuerst in der Hand der Grafen von Vornbach. Im 14. Jahrhundert treten die Herren von Witzmannsberg als ein Ministerialengeschlecht auf. 1310 wird Witzmannsberg als Wismansperig genannt. Damals gab Ulrich von Drachsling mit Konsens der Dechantin von Kloster Niedernburg das Lehen an Heinrich Witzmansberger. 1341 verkauften Peter und Dietrich die Witzmansberger einen Wald bei Waldkirchen an das Kloster. 1402 verkaufte nochmals ein Peter von Wiczmannsperg ein Burgrecht auf ein Haus in Passau an das Kloster.
Den Witzmansbergern folgten von 1400 bis 1423 die Puchberger. 1423 wird erstmals ein Sitz zu Witzmannsberg genannt; damals verkauften Gorig und Erasm von Puchberg zu Winzer „dem erben weisen knecht“ Friedrich dem Firnspeck ein Erbrecht auf den Sitz und Hof zu Witzmannsberg. Die Puchberger hatten auch Tittling erworben und ein Burkhart von Tittling und Witzmannsberg scheint den Sitz an Georg Regner zu Kapfham verkauft zu haben. Die Tochter Margarethe eines Regners zu Kapfham heiratete einen Christoph von Nußberg zu Tittling, wodurch Witzmannsberg wieder zu Tittling kam. Nach dessen Tod († 1579) heiratete seine Witwe den Wolf Jacob Pättigkhamer von Wurmbsheim bei Vilsbiburg, Landrichter in Regen. In dieser Zeit wird Witzmannsberg als Hofmark bezeichnet. Kurz nach 1600 ging diese an Sigmund von Raindorf über, kurfürstlicher Pfleger zu Hals. Von den Raindorf kam die Hofmark durch Kauf an Johann Martin von Edlweck zu Ober- und Untergrasensee. 1688 heiratete Maria Anna Theresia von Edlweck den Grafen Joseph Ignatius von Traun zu Adelstetten und brachte ihm Witzmannsberg zu. Ende des 17. Jahrhunderts wird das Schloss als ein Neubau errichtet. Das Schlösschen wurde im österreichischen Erbfolgekrieg 1742 durch den Panduren-Oberst Franz von der Trenck zerstört und nicht mehr aufgebaut. Kurz darauf verkauften die Trauner der Hofmark an Graf Franz Anton von Preysing zu Saldenburg. Von 1752 bis 1762 war Franz Joseph Freiherr von Schuß zu Sattelpeilnstein der Hofmarksherr, der sie dann an Maximilian von Grafen von Taufkirchen auf Englburg und Tittling verkaufte.
In Witzmannsdorf bestand ein Patrimonialgericht II. Klasse, 1809 hatte die Gerichtsbarkeit Freiherr von Eisenhofen inne. Seit 1820 war der Sitz des Gerichts in Saldenburg. 1826 wurde das Gut wegen Überschuldung unter Sequestration gestellt und die Gerichtsbarkeit vom Landgericht Vilshofen eingezogen. Im Dezember 1826 kaufte Freiherr Johann Lorenz von Schaezler aus Augsburg das Gut und ihm wurde die Gerichtsbarkeit wieder ausgeantwortet. Das Patrimonialgericht wurde 1848 durch den Staat aufgehoben.